# Calvoa maculata
Calvoa maculata är en tvåhjärtbladig växtart som beskrevs av M.E.Leal. Calvoa maculata ingår i släktet Calvoa och familjen Melastomataceae. Inga underarter finns listade i Catalogue of Life.